# Dal★Shabet
Dal★Shabet（ダルシャーベット、朝: 달샤벳）は、韓国の女性アイドルグループ。2011年デビュー。ハッピー・フェイス・エンタテインメント所属。

## 来歴
2010年、少女時代の「Gee」等を手掛けた作曲家ユニット「E-Tribe」のプロデュースにより、6人組ガールズグループ「Dal★Shabet」が結成された。「Dal Shabet（달샤벳）」とは朝鮮語で「甘いシャーベット」という意味。
2011年1月4日、ミニアルバム『Supa Dupa Diva』を発売してデビュー。4月には2枚目のミニアルバム『Pink Rocket』、8月には3枚目のミニアルバム『Bling Bling』を発売。年末に開催された「第19回 大韓民国文化芸能大賞」にて「アイドル音楽最優秀賞」、「第26回 ゴールデンディスク賞」にて新人賞を受賞。韓国ギャラップ調査によると、「2011年最高の女性新人歌手は？」というアンケートで1位を獲得した。
2012年1月、4枚目のミニアルバム『Hit U』を発売。5月にメンバーのビキがソロ活動のために脱退し、代わりにウヒが加入。6月、初のフルアルバム『Bang Bang』を発売。11月には5枚目のミニアルバム『あり、なし（있기 없기）』を発売。
2013年6月、6枚目のミニアルバム『私の脚を見て（내 다리를 봐）』を発売。
2015年12月、ジユル、カウンが契約満了にて脱退。4人グループとなる。ジユルは演技分野など、カウンはファッション分野で活動すると発表された。
2017年3月10日・11日、渋谷 DDD AOYAMA CROSS THEATERで「Dal★Shabet Live 2017～Happy White Day～」を開催。
2017年12月、セリ、アヨン、スビンが契約満了にて脱退、事務所も移籍。
2018年12月、ウヒが契約満了にて脱退、事務所も移籍。活動を終了。
2019年8月、セリはBNTのインタビューで「Dal★Shabetは宣伝していませんが、解散していません」と述べた。同年9月2日に写真展とミニコンサートを開催すると様々なニュースサイトで発表された。展覧会は9月29日から10月5日までギャラリーKのソチョ地区ソウルで開催され、ミニコンサートは最終日に開催されることが明らかになった。このイベント名は、7thシングルにちなんで「Be Ambitious」と名付けられた。Dal★Shabetのメンバーは、同日に個人のInstagramアカウントでニュースを共有した。ジユルとカウンも参加を発表し、グループとして再び活動することを発表した。

## メンバー

### 現メンバー

#### ウヒ

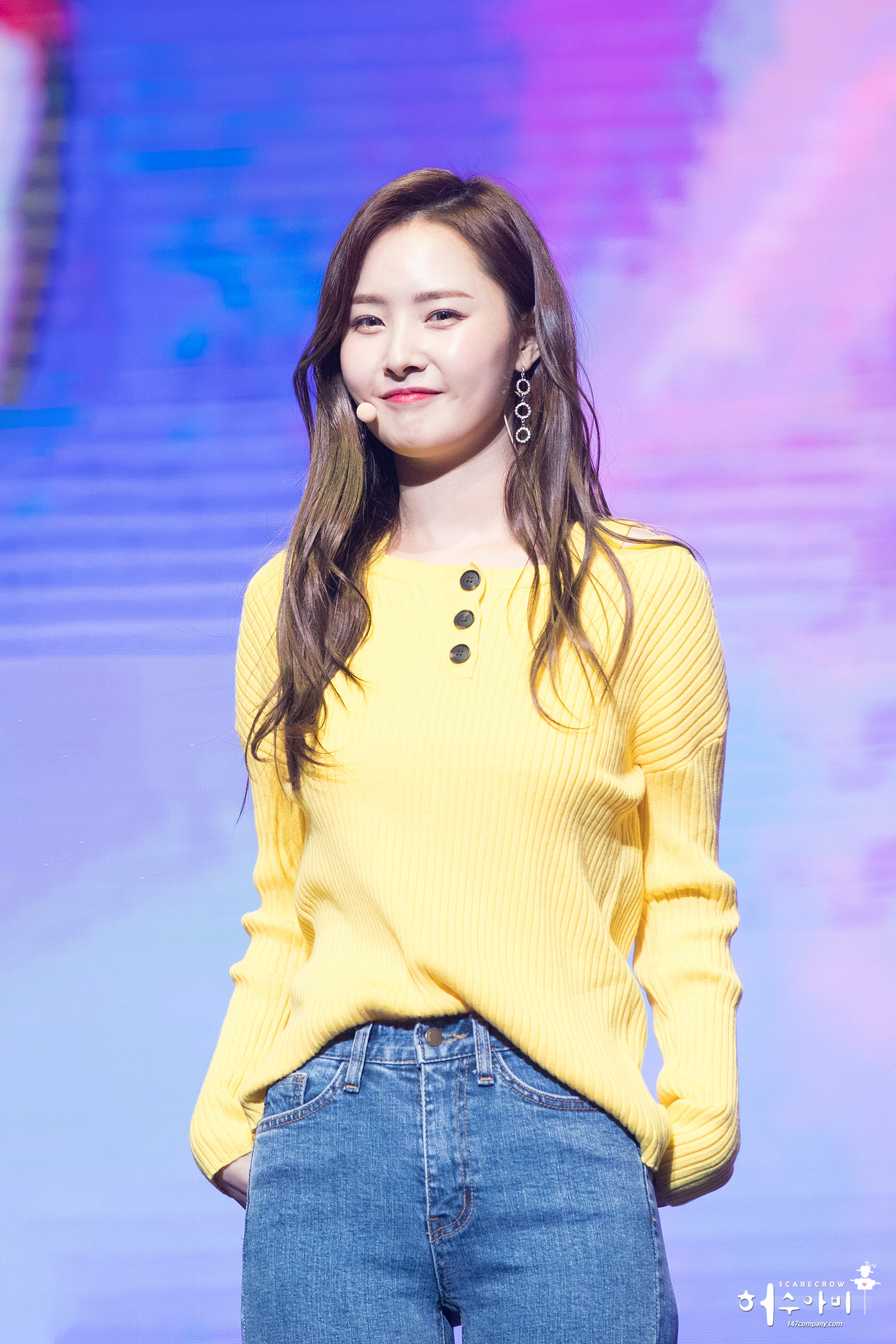
ウヒ

- ウヒ（朝: 우희 Woohee）
- 本名 ペ・ウヒ(배우희 Bae Woo Hee)
- 生年月日 1991年11月21日（33歳）
- 164cm
- 血液型：AB型
- 担当：メインボーカル
- 趣味：手紙書き、縄跳び
- 2012年6月、脱退したビキの代わりとしてメンバーに加入
- 女優ハン・ヘリンは従姉[3]
- 期間限定の9人組ガールズアイドルグループUNI.Tのメンバー

#### ジユル

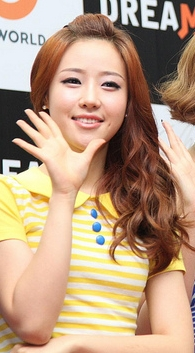
ジユル

- ジユル（朝: 지율 Jiyul）
- 本名 ヤン・ジョンユン(양정윤 Yang Jung Yoon)
- 生年月日 1991年7月30日（33歳）
- 166cm/47kg
- 血液型：AB型
- 担当：ボーカル、ラッパー
- 趣味：英語、ダンス
- 2015年12月9日、契約満了にて脱退。演技分野へ転向
- 2016年10月、Jellyfishエンターテインメントと専属契約を締結[4]

#### カウン

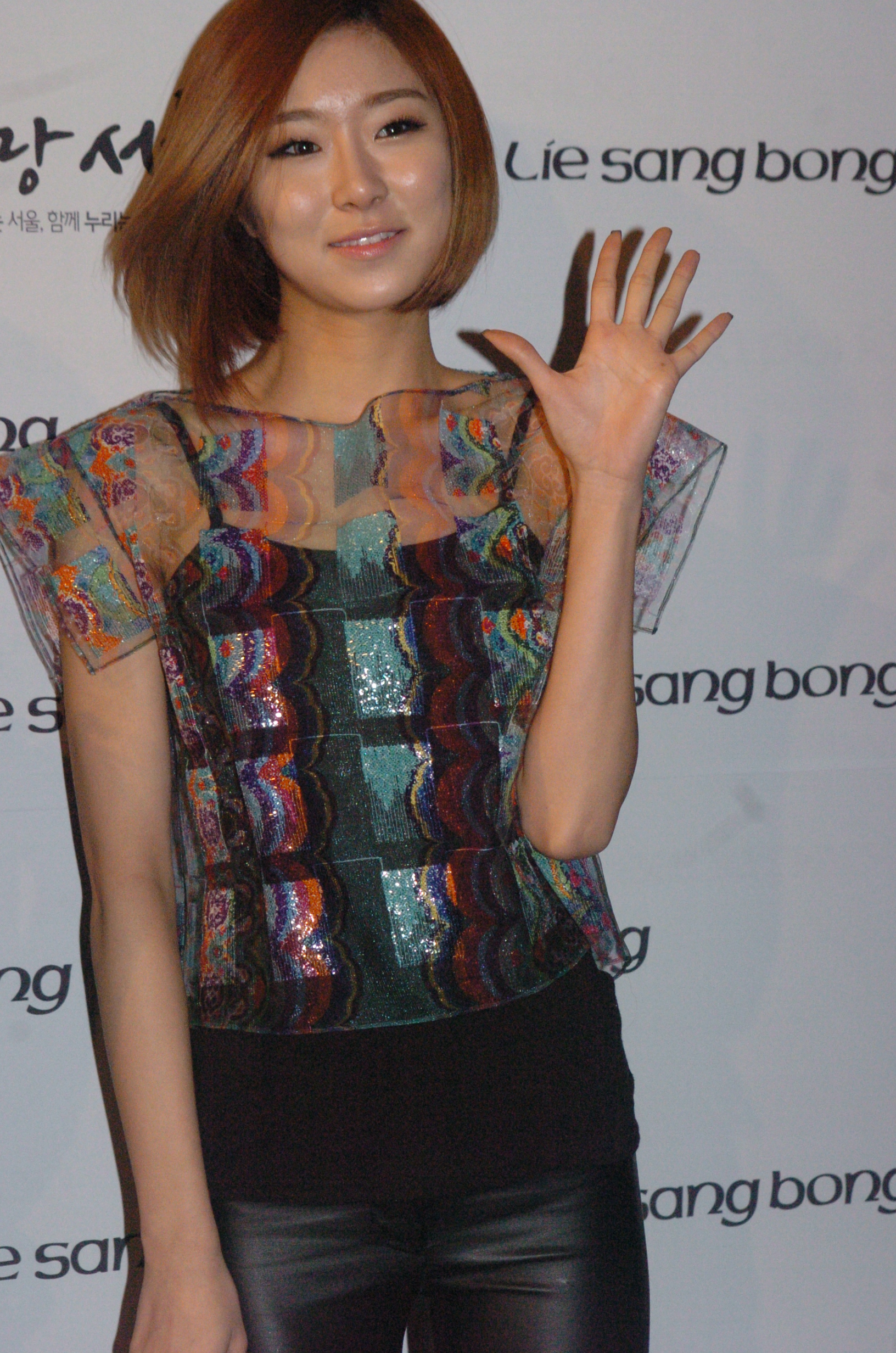
カウン

- カウン（朝: 가은 Gaeun）
- 本名 チョ・ガウン(조가은 Cho Ga Eun)
- 生年月日 1992年7月28日（32歳）
- 172cm/47kg
- 血液型：A型
- 担当：メインラッパー、ボーカル
- 趣味：モデルウォーキング、雑誌
- 2015年12月9日、契約満了にて脱退。ファッション分野へ転向
- 4歳年上の衣類事業家と結婚した。

#### セリ
- セリ（朝: 세리 Serri）
- 本名 パク・ミヨン(박미연 Park Mi Yeon)
- 生年月日 1990年9月16日（34歳）
- 166cm/45kg
- 血液型：B型
- 担当：2代目リーダー、ボーカル、メインラッパー
- 趣味：ダンス、音楽鑑賞

#### アヨン

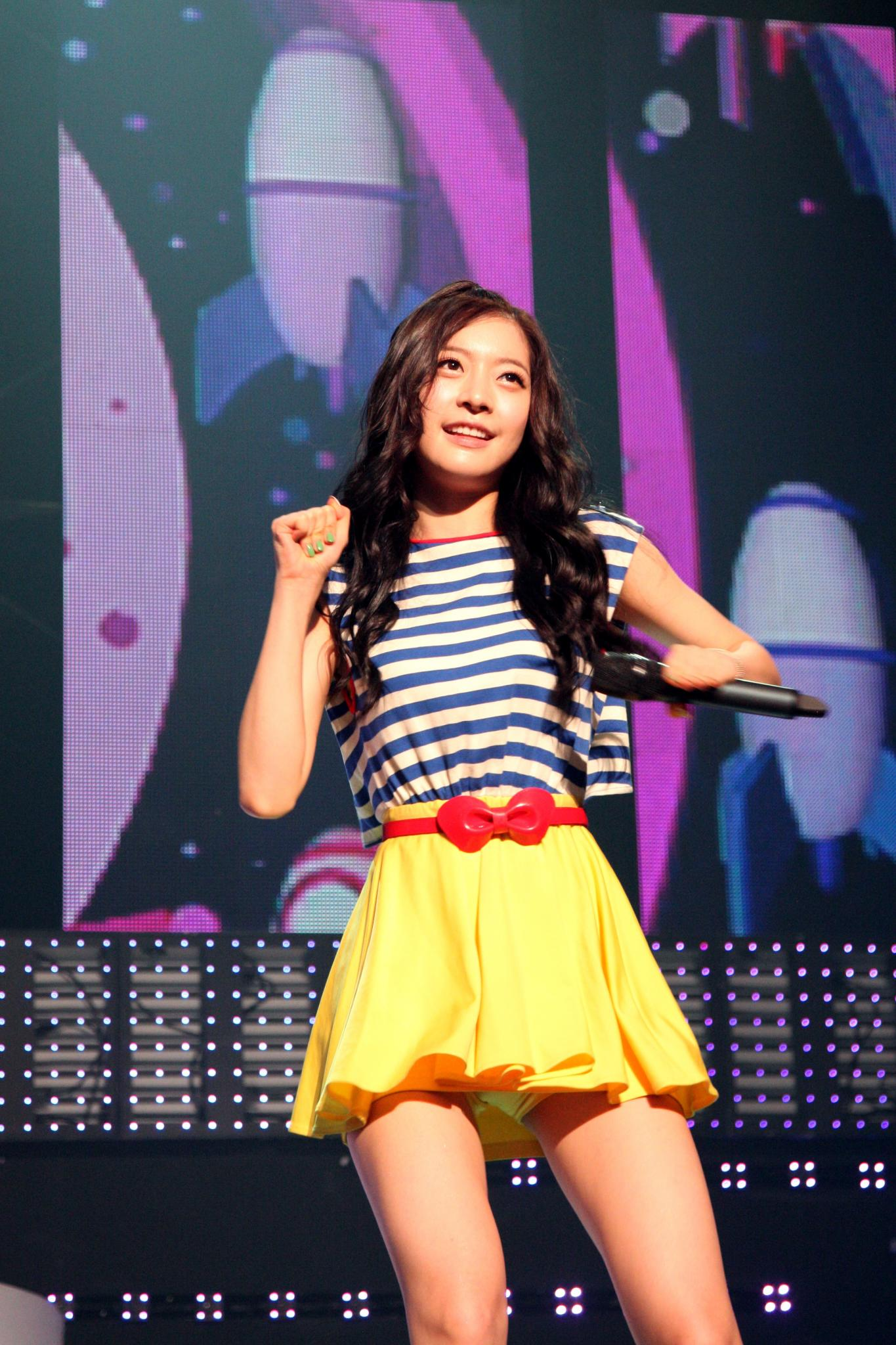
アヨン

- アヨン（朝: 아영 Ah Young）
- 本名 チョ・ジャヨン(조자영 Cho Ja Young)
- 生年月日 1991年5月26日（33歳）
- 166cm/47kg
- 血液型：O型
- 担当：ボーカル、ラッパー
- 趣味：ギリシャ・ローマ神話研究、歌、ダンス
- 2017年12月、sidusHQと専属契約を締結。

#### スビン

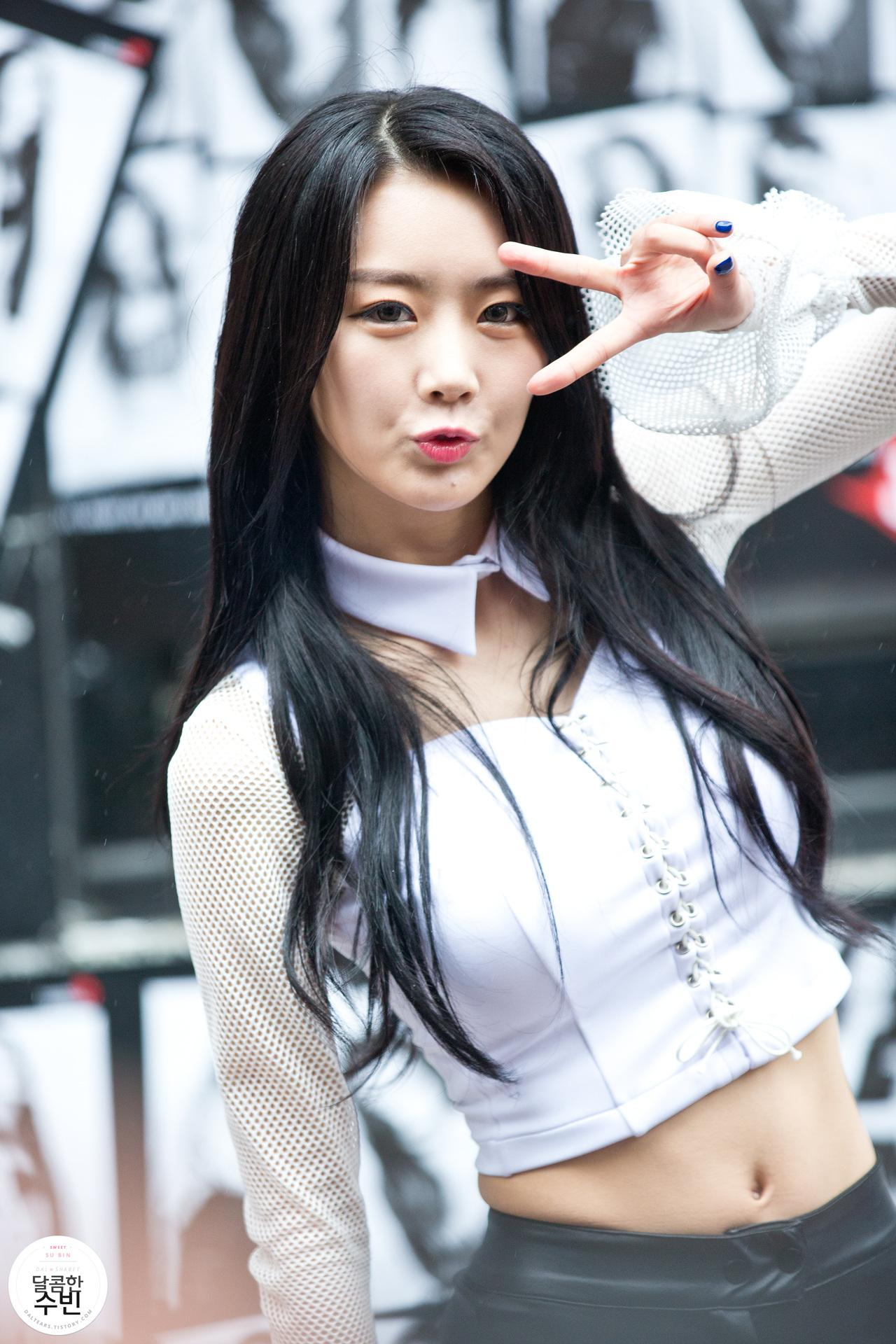
スビン

- スビン（朝: 수빈 Subin）
- 本名 パク・スビン(박수빈 Park Su Bin)
- 生年月日 1994年2月12日（31歳）
- 175cm/50kg
- 血液型：AB型
- 担当：メインボーカル
- 趣味：写真撮影、ウォーキング

### 旧メンバー

#### ビキ

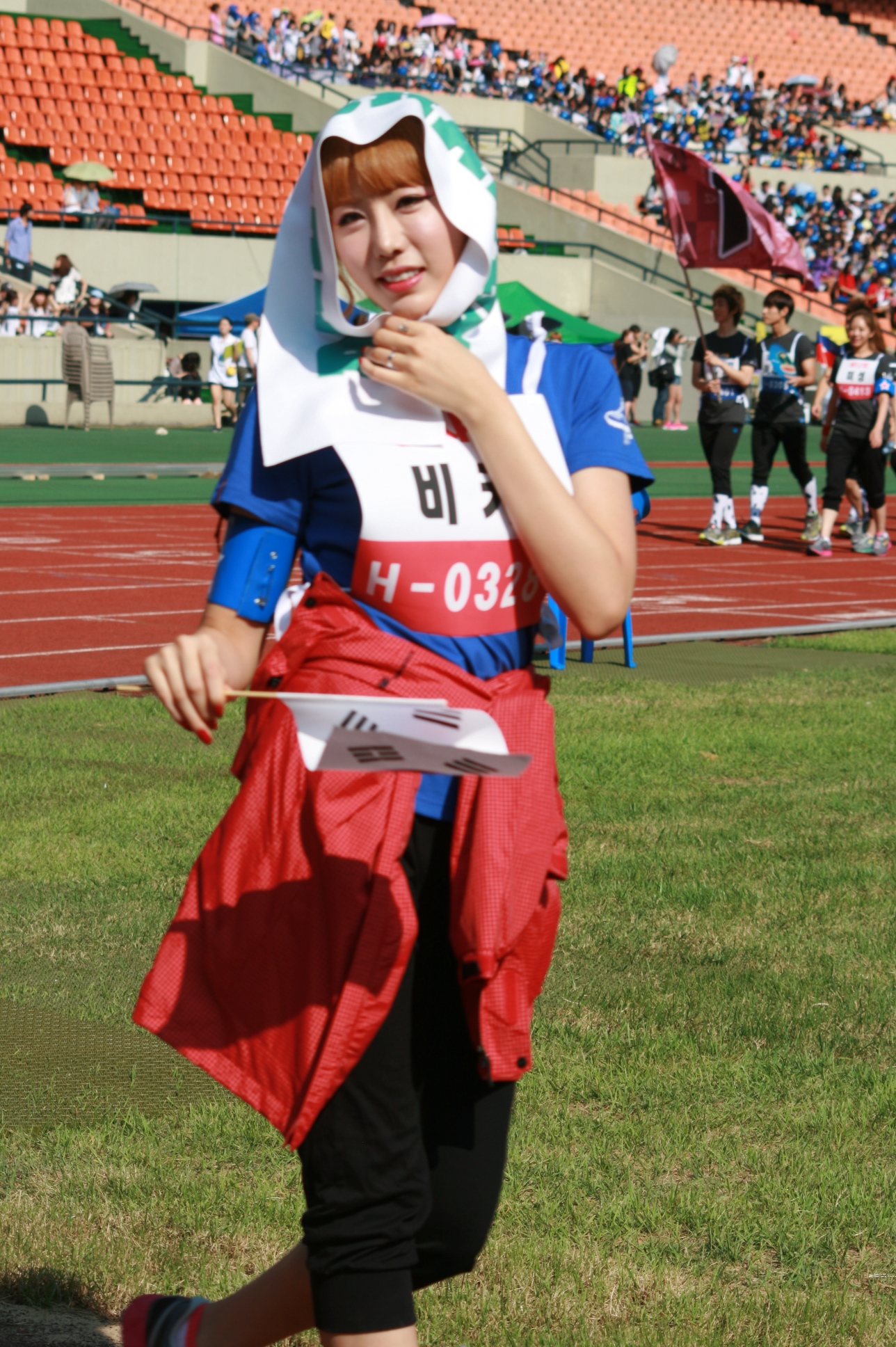
ビキ

- ビキ（朝: 비키 Viki）
- 本名 カン・ウネ(강은혜 Kang Eun Hye)
- 生年月日 1988年3月28日（37歳）
- 172cm/50kg
- 血液型：AB型
- 担当：初代リーダー、ボーカル、ラッパー
- 趣味：映画鑑賞、ダンス、ラップ
- 2012年5月、ソロ活動に専念するため脱退。

### メンバーの変遷[編集]
|        | 年 | 2011 | 2012 | ... | 2015 | …  | 2017 | 2018 |
| ------ | -- | ---- | ---- | --- | ---- | -- | ---- | ---- |
| 月     | 1  | 5    |      | 12  |      | 12 | 12   |      |
| ビキ   |    |      |      |     |      |    |      |      |
| ジユル |    |      |      |     |      |    |      |      |
| カウン |    |      |      |     |      |    |      |      |
| セリ   |    |      |      |     |      |    |      |      |
| アヨン |    |      |      |     |      |    |      |      |
| スビン |    |      |      |     |      |    |      |      |
| ウヒ   |    |      |      |     |      |    |      |      |

## ディスコグラフィー

### ミニ・アルバム
1. Supa Dupa Diva （2011年1月4日）
2. 핑크 로켓（ピンクロケット） - PINK ROCKET - （2011年4月14日）
3. BLING BLING （2011年8月11日）
4. Hit U （2012年1月27日）
5. 있기없기（ありなし） - Have, Don't Have -（2012年11月13日）
6. 내 다리를 봐（私の脚を見て） - Be Ambitious -（2013年6月20日）
7. B.B.B (Big Baby Baby)（2014年1月8日）
8. JOKER IS ALIVE（2015年4月15日）
9. NATURALNESS（2016年1月5日）
10. FRI. SAT. SUN（2016年9月29日）

### アルバム
1. Bang Bang（2012年6月）

### OST
- I love you! (原題:カッコ悪い I love you!，TVアニメ「SKET DANCE」朝鮮語版主題歌）
- 2011年：OCN 「신의 퀴즈 2 (神のクイズ2)」OST - 「고개를돌려요 (頭を上げて)」 (セリ、スビン)
- 2013年：SBS 「내 연애의 모든 것 (私の恋愛のすべて)」OST - 「그건 너 (それはあなた)」 (Dal★Shabet)

### フィーチャリング
- 2013年：Every Single Day「낮잠 (昼寝)」 (feat.ウヒ)

## 出演

### ドラマ
- KBS 2TV「ドリームハイ」(2011年、第16話) - 全員
- KBS 2TV「花を咲かせろ！イ・テベク」(2013年) - アヨン (コン・ソネ役)
- SBS「チャン・オクチョン、愛に生きる」(2013年) - アヨン (ミョンアン姫役)
- サムスンYouTubeチャンネルWEB配信のみのドラマ「無限動力」(2013年) - ウヒ (ハン・スジャ役)
- tvN「応答せよ1994」(2013年10月19日、第2話) - ウヒ
- SBS「星から来たあなた」(2013年12月) - セリ、スビン
- JTBC「ダレになったチャン・グク：12年ぶりの再会」(2014年) - アヨン (ク・ムヒ役)
- MBC「夜警日誌」 (2014年) - アヨン (ホン・チョヒ役)
- 中国ウェブ「Everyday New Face」 (2016年) - ウヒ (イ・スルビ役)

### 映画
- 2012年：「ワンダフル・ラジオ」
- 2012年：「パパ」 - ジユル
- 2012年：「彼女の物語」 - ジユル (ハンナ役)
- 2013年：「ノーブレッシング」 - アヨン (セミ役)
- 2014年：「58年戌年」 - アヨン (クムホン役)
- 2014年：「トンネル 3D」 - ウヒ (ヘヨン役)

### ミュージックビデオ
- 2011年：4Men＆Mi(美)「그 남자 그 여자 (その男、その女)」 - ジユル
- 2012年：Dal★Shabet「Hit U」 - ジユル

### その他
- 2011年：MNET 「DAL★SHABETのLOVE PET!」全13回
- 2013年：MBC MUSIC 「Music Talk Talk！Marbling」MC - スビン
- 2013年：tvN 「偽者を探せ！見まね」MC - スビン
- 2014年：O'Liveリアリティ番組 「シェアハウス」- ウヒ
- 2017年：KBS 2TV 「The Unit」- ウヒ

## 受賞歴
- 2011年 第19回 大韓民国文化芸能大賞 - アイドル音楽最優秀賞
- 2012 allkpop Awards - ライジングスター賞
- 2012年 第26回 ゴールデンディスク賞 - 新人賞[5]
- 2013年 第21回 大韓民国文化芸能大賞 - 10代歌手賞
- 2016年 第30回 ゴールデンディスク賞 - アジアベスト3ニュー・アーティスト